# Lautpoesie/-musik nach 1945
Lautpoesie/-musik nach 1945. Eine kritisch-dokumentarische Bestandsaufnahme war der Titel von Michael Lentz’ Dissertation aus dem Jahre 1998. Es handelte sich bei der wissenschaftlichen Arbeit um den weltweit ersten Versuch einer kritischen Darstellung der lautpoetischen und -musikalischen Entwicklungen nach 1945 auf der Grundlage von definitionsgeschichtlichen, medien- und produktionsästhetischen sowie wahrnehmungsästhetischen Fragestellungen.
Auf der Doktorarbeit basiert das gleichnamige zweibändige Dokumentarwerk von Lentz, das 2000 in Wien erschien und das als Standardwerk zum Thema gilt.

## Inhalte
Werke und Künstler sowie einzelne Entwicklungen der Lautpoesie und Lautmusik nach 1945 dokumentiert das Werk äußerst umfangreich. 
Der ausführlichen Definitionsgeschichte folgt im ersten Band zunächst eine musik- bzw. literaturgeschichtlich ausgerichtete Darstellung der Lautpoesie im deutschsprachigen Raum, ohne dabei jedoch die Entwicklung im europäischen Ausland außer Acht zu lassen oder diese völlig getrennt davon zu behandeln. Insbesondere der umfangreiche Abschnitt über den Lettrismus in Frankreich gilt innerhalb der Forschung zu dem Thema nahezu als Pionierarbeit.
Band 2 bietet dann eine Sammlung von Einzelanalysen zu wichtigen Vertretern, z. B. Carlfriedrich Claus, Bob Cobbing, Paul de Vree, Franz Mon, Josef Anton Riedl oder Gerhard Rühm. 
Der Anhang enthält eine Bibliographie, Diskographie und Filmographie zum Buchthema.

## Rezensionen
Lutz Hagestedt rezensierte das Sachbuch am 7. Oktober 2000 für die Süddeutsche Zeitung und fand ein „Monumentalwerk“ vor. Lentz habe „das Standardwerk der Lautpoesie“ geschaffen. Stefan Schwar vom Literaturhaus Bremen sah in dem Zweibänder eine „hochspezialisierte, in Materialfülle und Detailtreue beeindruckende Arbeit“. Die Jury des Preises der Literaturhäuser würdigte bei der Verleihung der Auszeichnung an Lentz insbesondere sein Dokumentarwerk zur Lautmusik, mit dem es ihm neben seinen anderen Unternehmungen gelungen sei, „die Möglichkeiten der Lesung und des öffentlichen Auftritts auszuloten und zu erweitern“.